# Pteromalus garibaldius
Pteromalus garibaldius är en stekelart som först beskrevs av Girault 1938.  Pteromalus garibaldius ingår i släktet Pteromalus och familjen puppglanssteklar. Inga underarter finns listade i Catalogue of Life.